# Liberty Reserve
Liberty Reserve S.A. war ein Unternehmen für virtuelle Währungen mit einem kontobasierenden Internet-Bezahlungssystem, bei dem man die Währungen US-Dollar als „Liberty Dollar“, Euro in „Liberty Euro“ sowie Gold als „LR-Gold“ aufbewahren sowie Zahlungen an andere Benutzer senden und empfangen konnte. Einmal abgeschlossene Zahlungen waren unwiderruflich. Liberty Reserve hatte seinen Sitz in San José, Costa Rica. Im Mai 2013 wurde der Betrieb durch Strafverfolgungsbehörden geschlossen.

## Entwicklung
Die Ursprünge der Firma reichen zurück nach New York City; dort betrieb Arthur Budovsky (alias Belanchuk) ab 2002 die Firma Gold Age, die bereits Geld in eine digitale Form umwandelte und weltweit transferierte. Allerdings verfügte Gold Age weder über eine dafür nötige Genehmigung noch hatte man diese beantragt, weshalb die US-Finanzaufsicht auf Budovsky aufmerksam wurde.
2007 verlegte Budovsky deshalb seinen Wohnsitz und seine geschäftlichen Aktivitäten nach Costa Rica. Er legte dort die US-amerikanische Staatsbürgerschaft ab und formierte seine Geschäftstätigkeit unter dem Namen Liberty Reserve neu zu einem Milliarden von US-Dollar umfassenden Geschäft. In Costa Rica erhielt Budovsky auch eine Lizenzierung für Bankgeschäfte.
Ebenfalls ab 2007 folgte die Tochterfirma HYIP Liberty Reserve; eine Bank mit Sitz in Gibraltar. Sie ist spezialisiert auf HYIP (High-yield investment program) Geschäfte und gilt als eines der dafür meist genutzten Zahlungssysteme.
Genaue Geschäftszahlen der Firma sind offiziell nicht bekannt, da weder Firmeninhaber noch die Firma selbst hierzu bisher Auskünfte erteilt haben.

## Zahlungsvorgang
Ein- und Auszahlungen erfolgten über sogenannte „Exchanger“ – dritte Anbieter, die dafür einen gewissen prozentualen Anteil an der Summe für sich behalten. So ließ sich Geld über Landesgrenzen hinweg auf Konten buchen, ohne Aufsicht von Behörden. Entsprechende Einzahlungen bei den Exchangern standen mit zahlreichen Methoden zur Verfügung, beispielsweise PayPal oder Kreditkarten-Gesellschaften wie Visa, Mastercard sowie American Express, Western Union, Banküberweisung, Paysafecard, MoneyGram oder Ukash. Über entsprechende Exchanger war auch direkt die Einzahlung über Bitcoin möglich. Da Liberty Reserve keinerlei Ausweis oder Identifizierung für Accounts vorschrieb, war de facto eine anonyme Nutzung bei Angabe falscher Daten möglich. Laut Ermittlungsbehörden hat Liberty Reserve genau dies beabsichtigt. Ermittler hätten dies durch entsprechende Registrierungen ihrerseits nachgewiesen.

## Vorwürfe der Geldwäsche und Abschaltung

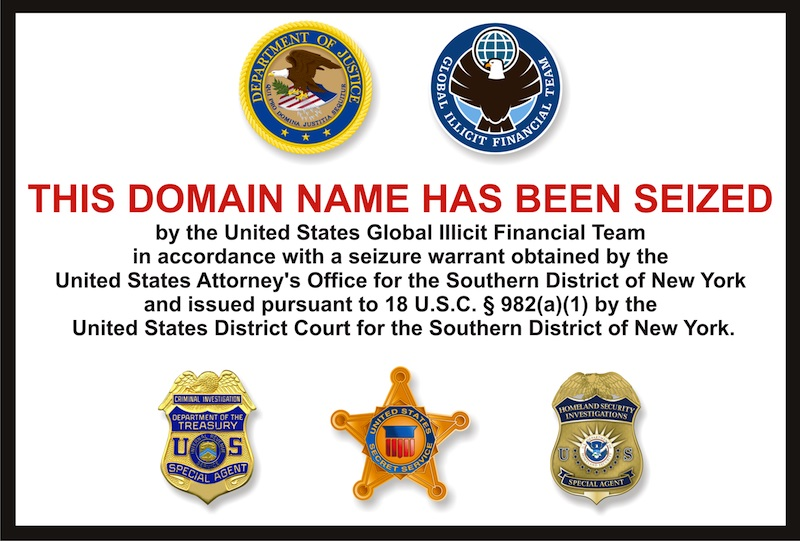
Screenshot nach dem Aufruf der Liberty Reserve Website, gesperrt durch US-Justizbehörden (New York)

Liberty Reserve steht bei zahlreichen Strafermittlungsbehörden weltweit unter Verdacht, für Geldwäsche benutzt zu werden, darüber hinaus ebenfalls im Verdacht, für illegale Aktivitäten und deren Bezahlung wie Drogen- und Arzneimittelhandel.
Bei einer internationalen Aktion am 24. Mai 2013 gegen Geldwäsche wurde Arthur Budovsky – auf Betreiben der Staatsanwaltschaft von New York City – in Spanien verhaftet. Gleichzeitig durchsuchten Polizisten sein Anwesen und seine Büroräume in zwei Städten Costa Ricas. Im Mai 2016 wurde er von einem New Yorker Gericht zu 20 Jahren Haft und einer Geldstrafe von 500.000 USD verurteilt. Bereits zuvor war der Betreiber in den USA im Visier der Strafermittlung, so zog er 2006 aus den USA nach Costa Rica, weil ihm in den USA wegen des Betriebs eines illegalen Finanzdienstleisters (Gold Age) eine fünfjährige Bewährungsstrafe drohte. Gleichzeitig ging das System sowie die Internetpräsenz von Liberty Reserve im Rahmen der „Global Liberty Reserve takedown“ Operation des FBI offline.
Geschätzt liegen momentan mehrere Millionen Dollar auf Liberty-Reserve-Konten, die derzeit nicht von deren Betreibern abgehoben werden können. Eine eventuelle Beschlagnahmung durch die Behörden ist nicht ausgeschlossen. Betroffen hiervon sind auch legale Transaktionen, insbesondere in Ländern, in denen Liberty Reserve bisher als PayPal-Ersatz diente, da es in den entsprechenden Ländern kein PayPal gibt. Die Staatsanwaltschaft in den USA wirft Liberty Reserve vor, in seinem Bezahlsystem sechs Milliarden Dollar (4,6 Milliarden Euro) illegal in den Wirtschaftskreislauf eingeschleust zu haben. An den Ermittlungen waren nach Presseberichten die Justizbehörden von 17 Ländern beteiligt.
Laut der New Yorker Staatsanwaltschaft sei dies wohl „der größte internationale Fall von Geldwäsche, in dem jemals in den USA ermittelt wurde“, so Preet Bharara, leitender Staatsanwalt in den Ermittlungen in Manhattan; des Weiteren gab er an: Man habe eine der „Drehscheiben der Cyberkriminalität weltweit“ ausgehoben.

„Wäre Al Capone noch am Leben, würde er sein Geld auch auf diese Weise verstecken“